# 书业诚旧址
37°52′06″N 112°33′26″E / 37.86843°N 112.55727°E
书业诚旧址位于山西省太原市迎泽区察院后社区靴巷35号，2011年12月31日被列入太原市文物保护单位。
清朝末年至民国初年，祁县商人渠氏开设了书业诚，主营图书生意。1949年后，书业诚歇业。书业诚旧址占地面积300平方米，包括一座二层硬山顶砖木结构建筑，面阔五间，坐西朝东。楼后有一进院落，院内有房九间。